# Reith (Oberthulba)
Reith ist ein Gemeindeteil des Marktes Oberthulba im unterfränkischen Landkreis Bad Kissingen in Bayern.

## Geographische Lage
Das Dorf Reith liegt westlich von Oberthulba. Die durch den Ort verlaufende Staatsstraße 2291 führt südwärts nach Thulba und ostwärts, die Bundesautobahn 7 kreuzend, nach Oberthulba. Von Reith aus führt die Kreisstraße KG 35 nach Frankenbrunn.

## Geschichte
Der älteste dokumentarische Nachweis von Reith selbst ist die Bestätigung des „Benediktinerinnenklosters Thulba mit Franchenborne“ in Form eines im Jahr 1141 von Papst Innozenz II. ausgestellten Schutzbriefes. Im Mittelalter entstanden enge Pfarreien- und Wirtschaftsverhältnisse zwischen Frankenbrunn, Reith und Thulba, als beispielsweise im Jahr 1504 zwischen diesen Orten ein Weistum vereinbart wurde. Reith begann erst im Jahre 1960 wirtschaftlich zu florieren, als sich Industriebetriebe im Ort ansiedelten. Am 1. Mai 1978 wurde Reith im Rahmen der Gebietsreform in Bayern nach Oberthulba eingemeindet. Im Jahr 1699 bestand der Ort aus vier neu gebauten Häusern, die von elf Untertanen bewohnt wurden.